# Pero rapinaria
Pero rapinaria är en fjärilsart som beskrevs av Achille Guenée 1858. Pero rapinaria ingår i släktet Pero och familjen mätare. Inga underarter finns listade i Catalogue of Life.